# Cat Cays
Cat Cays är öar i Bahamas.   De ligger i distriktet Bimini District, i den västra delen av landet, 200 km väster om huvudstaden Nassau.